# Харнуэлл, Джейми
Джейми Ричард Харнуэлл (англ. Jamie Richard Harnwell; род. 21 июля 1977, Перт) — австралийский футболист и тренер, известен по выступлениям за «Перт Глори».

## Биография
Джейми Харнуэлл присоединился к «Перт Глори» в 1998 году из клуба «Сорренто» выступавшего в Премьер-лиге Западной Австралии.
В 2003 году Харнуэлл заключил месячный контракт с клубом второй английской лиги «Лейтон Ориент» за который провёл 3 матча, однако контракт не был продлён. Затем он сыграл один матч за «Уэллинг Юнайтед» в Южной футбольной лиге.  В 2003 году Харнуэлл вернулся в «Перт Глори». После окончания сезона 2003/04 НСЛ была расформирована, Харнуэлл имел возможность продолжить свою карьеру за границей в Англии, но он предпочёл выступать на время перерыва в «Сорренто» со своим младшим братом Тоддом.
В первом сезоне А-Лиги был назначен капитаном «Перт Глори», однако в сезоне 2007/08 передал повязку Саймону Колозимо. В сезоне 2006/07 тренер «Глори» Рон Смит использовал по максимуму бомбардирские способности Джейми, 26 ноября 2006 года в матче против «Нью Зиланд Найтс» он забил первый хет-трик в сезоне и с семью мячами вошёл в пятёрку лучших бомбардиров сезона. Матч с «Аделаида Юнайтед» состоявшийся 23 ноября 2007 года,  стал для Харнуэлла двухсотым в составе Глори. Джейми стал третьим футболистом после Бобби Деспотовски и Скотта Миллера кто достиг этого результата.
14 февраля 2008 года отправился в аренду до конца сезона в клуб «Вадуц», выступавший в Челлендж-лиге.
3 октября 2010 года обогнал Бобби Деспотовски по количеству игр и стал рекордсменом клуба по проведённым матчам.

## Достижения

### Клубные
- Победитель НСЛ: 2 (2002/03, 2003/04)